# بازی‌های کشورهای کوچک اروپا

لوگوی بازی‌ها

بازی‌های کشورهای کوچک اروپا یک رویداد چندورزشی دوسالانه است که توسط جمهوری سان مارینو راه‌اندازی شده‌است و از سوی کمیته ملی المپیک ۹ کشور کوچک اروپایی از سال ۱۹۸۵ برگزار می‌شود. این بازی‌ها در اواخر مه یا آغاز ژوئن انجام می‌شود.

## کشورهای عضو

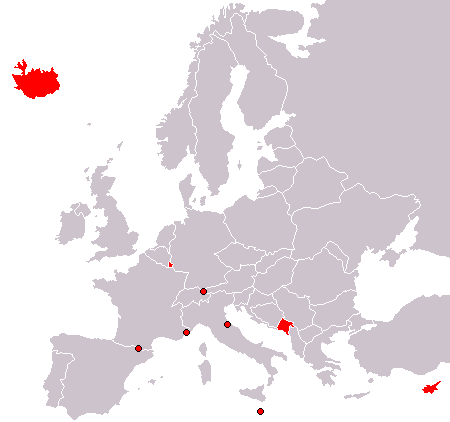
کشورهای عضو

بازی‌ها توسط اعضای کمیته المپیک اروپا انجام می‌شود. تعداد اعضای آن از آغاز شکل‌گیری در سال ۱۹۸۴ تا سال ۲۰۰۹ هشت کشور بود. نهمین عضو مونته‌نگرو بود که در سال ۲۰۰۹ افزوده شد. همهٔ اعضا به جز قبرس، جمعیتی کمتر از یک میلیون نفر دارند. جمعیت قبرس نیز در زمان تشکیل رویداد، کمتر از یک میلیون نفر بود. فهرست کشورهای عضو به صورت زیر است:
| - آندورا - قبرس - ایسلند - لیختن‌اشتاین - لوکزامبورگ | - مالت - موناکو - مونته‌نگرو - سان مارینو |

جزایر فارو نیز به دنبال شرکت در بازی‌هاست؛ هرچند که برخلاف سایر اعضا، نه کشوری مستقل است و نه در کمیته المپیک اروپا عضویت دارد.

## فهرست رشته‌های ورزشی بازی‌ها
در دورهٔ هفدهم در سان مارینو در سال ۲۰۱۷ مسابقات در ۱۱ رشته برای مردان و زنان برگزار شد:
- بسکتبال
- بولس
- تنیس
- تنیس روی میز
- تیراندازی
- تیراندازی با کمان
- جودو
- دوچرخه‌سواری
- دو و میدانی
- شنا
- والیبال و  والیبال ساحلی